# Mataparent de fel
El mataparent de fel (Tylopilus felleus), també anomenat mataparent amarg, mataparent amarg d’esponja rosa i sureny amarg és una espècie de fong de l'ordre dels boletals (Boletales). És una espècie de mataparent del grup dels mataparents butiroides. Al tast és un bolet molt amarg.

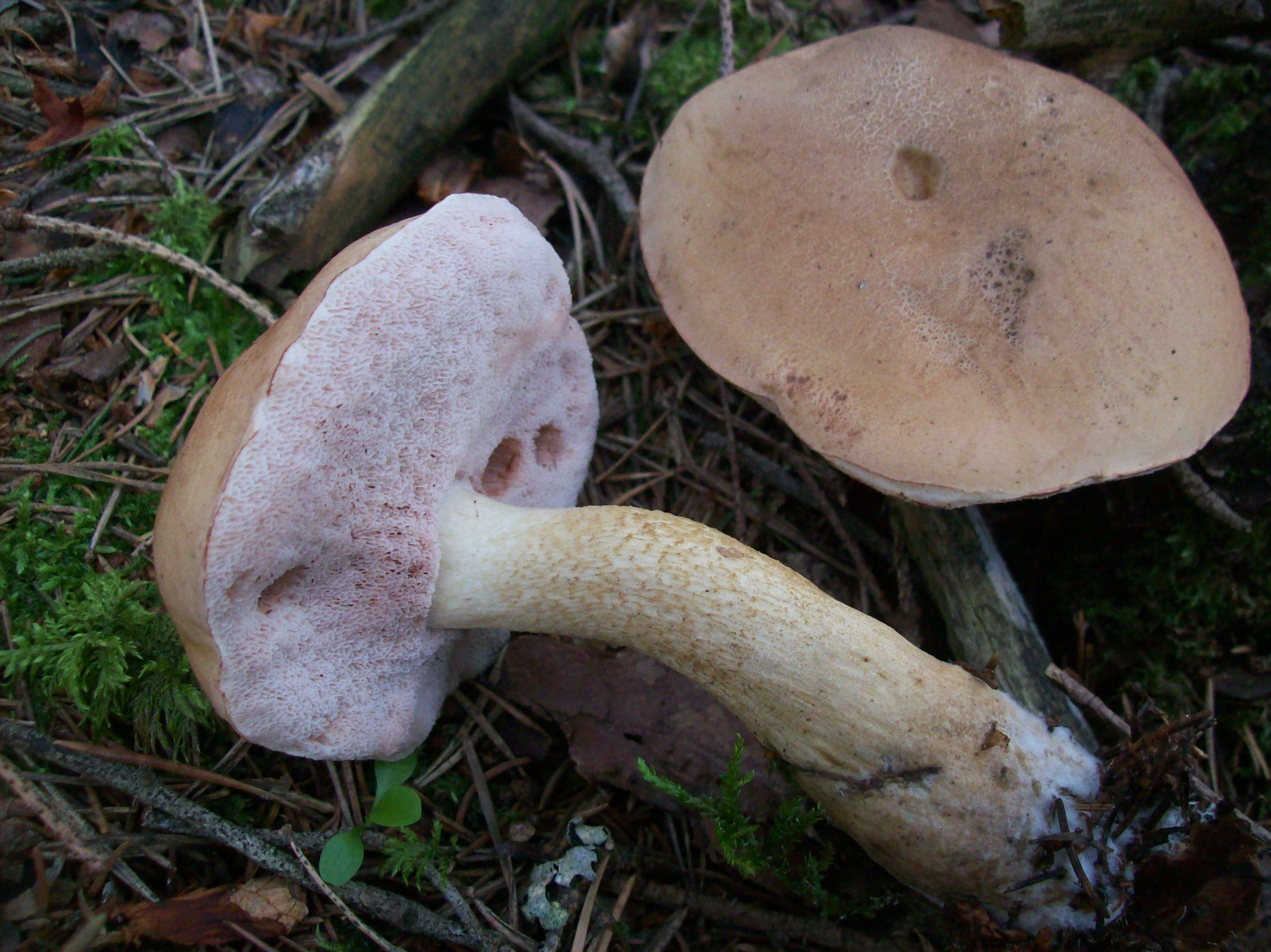
Revers del mataparent de fel (Tylopilus felleus) mostrant detalls de l'esponja i superfície de la cama

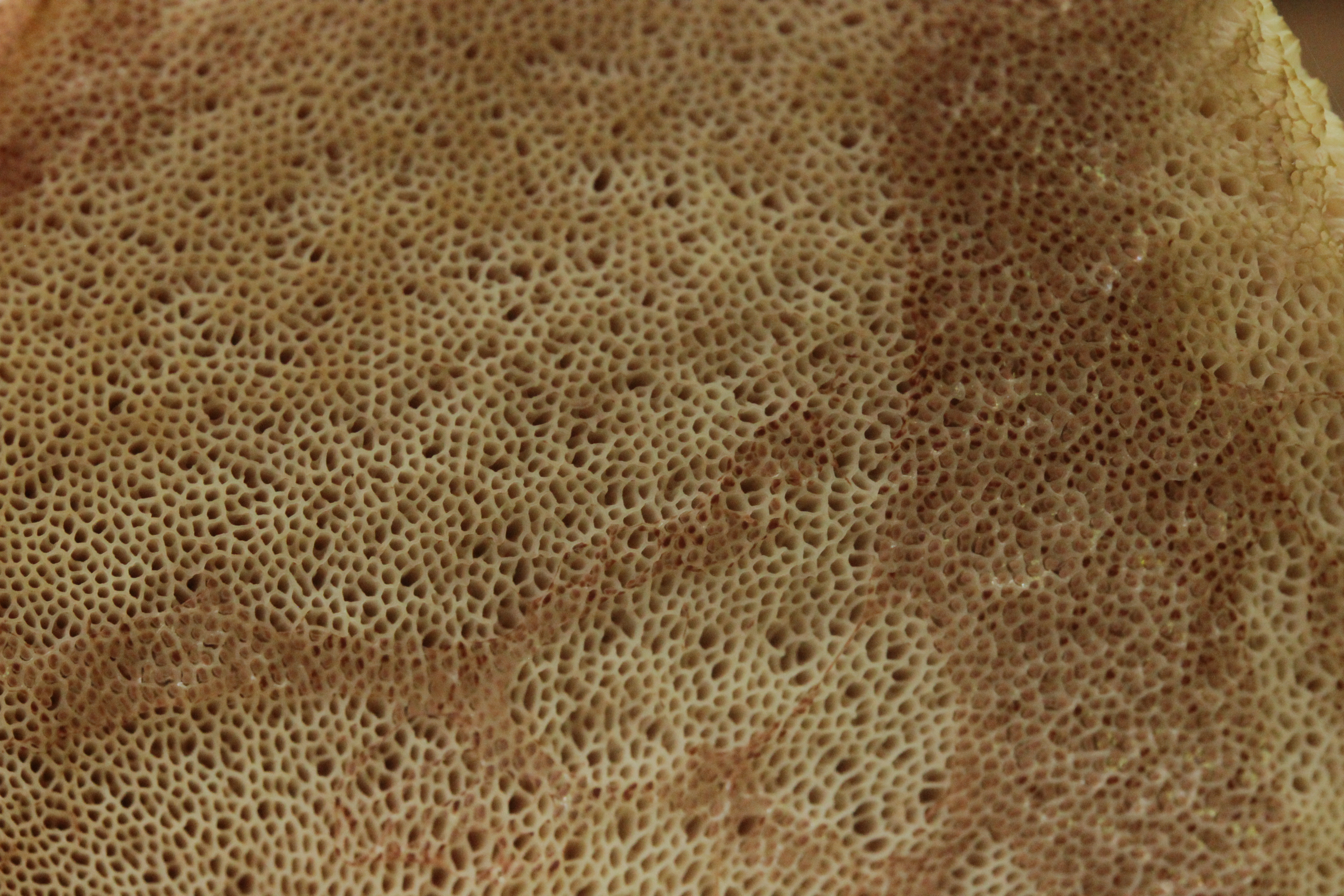
Detall de l'esponja del mataparent de fel (Tylopilus felleus)

## Morfologia
De solitari a gregari, barret de fins a 15 cm de diàmetre; convex; superfície finament vellutada, seca; de color beix a bru pàl·lid; vellutat de jove, llis amb l’edat
Tubs variables, de lliures a escotats o adnats; inicialment blancs, en madurar brunencs amb l’edat; porus fins; inicialment blancs, de rosa a bru rosaci amb l’edat
Cama de fins a 12 cm de longitud; del color del barret, peu blanquinós; ornamentada amb un reticle bru fosc, allargat, que es nota al tacte
Carn blanca a lleugerament cremosa o grisenca; immutable; molt amarga; olor agradable

## Hàbitat
Rar, però localment pot ser ocasional; primerenc, d’estiu a inicis de tardor; prefereix terrenys silicis; de l'estatge subalpí a la muntanya mitjana; en pinedes i boscos de planifolis; especialment vora faig, roures, alzina, castanyer, vern i bedoll

## Comentaris
De reconeixement senzill per l'amargor de la carn, els porus rosats (és l'únic que té porus rosats en l'estatge subalpí i la muntanya mitjana) i el reticle fosc de la cama.
Els exemplars joves, amb porus blancs, poden semblar ceps, però aquests tenen la carn dolça i el reticle sobre la cama és de color clar.
Diferents espècies del gènere Caloboletus tenen la carn amarga, però en aquestes espècies els porus són grocs.

## Comestibilitat
No és comestible, la carn és excessivament amarga

## Etimologia
El seu nom binomial deriva del llatí «fel» (bilis) en al·lusió al seu sabor amarg.